# Ivar Arosenius
Ivar Arosenius (teljes nevén Ivar Axel Henrik Arosenius) (Göteborg, 1878. október 8. – Älvängen, 1909. január 2.) svéd festő, könyvillusztrátor, író.
Szülővárosában és Stockholmban tanult, majd 1904–1905-ben tanulmányúton Párizsban tartózkodott, ahol nagy hatást gyakorolt rá a fauve-ok munkáinak megismerése. Húszas éveitől hemofíliával küzdött, s végül ez vezetett korai halálához is. Halála után, de még 1909-ben jelent meg Kattresan (Macskanapló) című, gazdagon illusztrált gyermekkönyve, amelynek történetét Svédországban és az Amerikai Egyesült Államokban (The cat journey) egyaránt gyakran állítják gyermekszínházak színpadára.

## Galéria

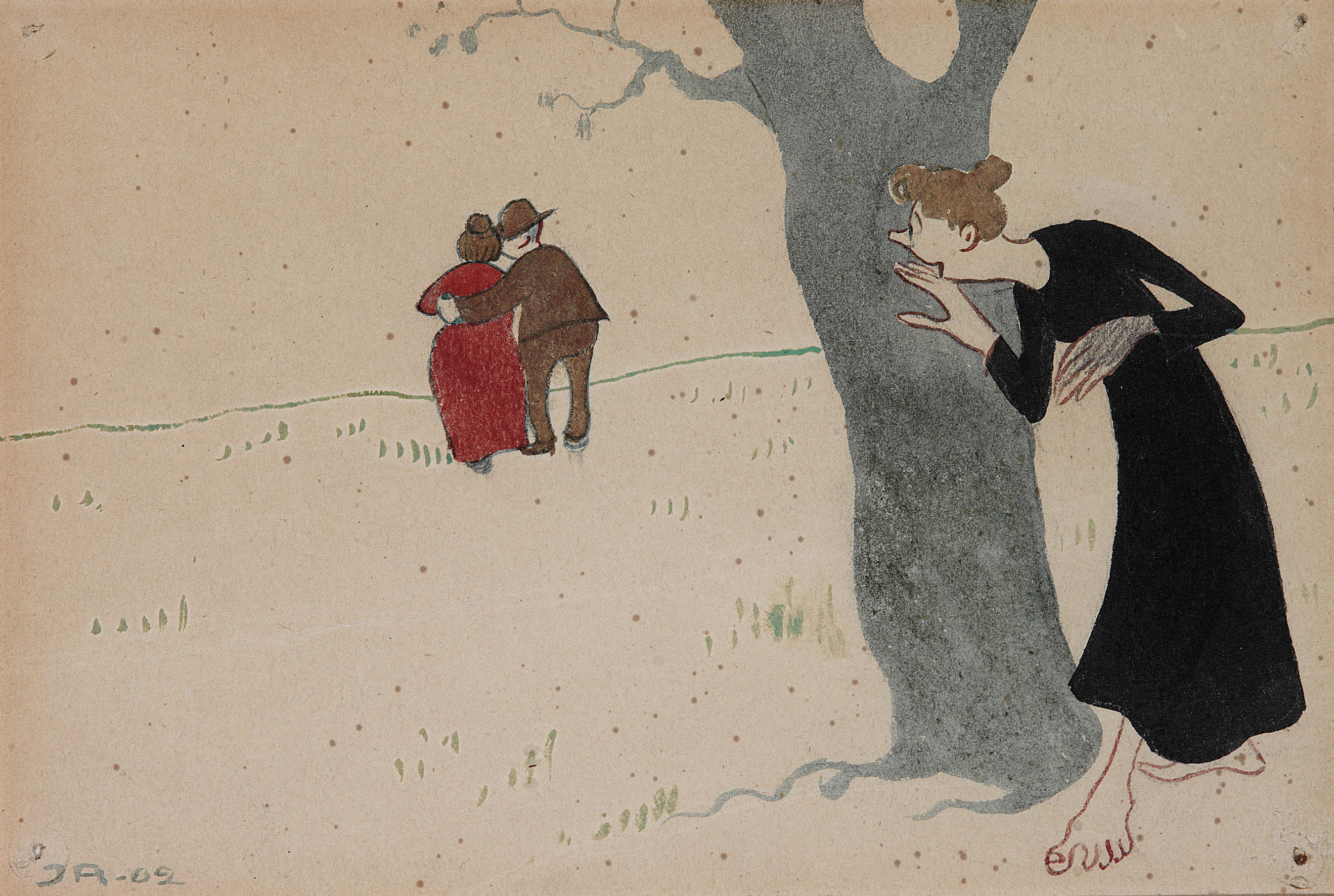
Kémkedés
Madonna
Noé bárkája
Szóbeszéd